# Де Гендт, Томас
Томас Де Гендт (нидерл. Thomas De Gendt ; род. 6 ноября 1986, Синт-Никлас) — бельгийский профессиональный шоссейный велогонщик, выступающий за команду «Lotto Soudal». Призёр общего зачета Джиро д'Италия 2012. Победитель четырёх этапов на всех трёх гран-турах.

## Карьера
Первую  победу Де Гендт одержал в 2007 году, выступая за бельгийскую команду Davo — он стал первым на четвёртом этапе Тура Тюрингии. Год спустя он выиграл трёхдневную бельгийскую многодневку Триптик де Мон э Шато, а также выиграл этап на Вуэльте Наварры.
Следующие два года бельгиец провел в команде Topsport Vlaanderen-Mercator. За это время он одержал две победы, что позволило ему в начале 2011 года перейти в команду высшего дивизиона Vacansoleil-DCM. В новой команде Де Гендт сразу начал показывать высокие результаты: на четвёртом этапе Тур Даун Андер он стал вторым, а в начале марта выиграл дебютный этап на Париж - Ницца, что позволило ему четыре дня носить жёлтую майку лидера гонки, но из-за провала на пятом этапе в общем зачете бельгиец стал только 39-м. Ещё одну победу он одержал в начале лета на этапе Тура Швейцарии. Эти результаты позволили ему принять старт на Тур де Франс. Травма ключицы, которую бельгиец получил в завале на одном из первых этапов, не позволила ему бороться за высокие места в общем зачёте, но на третьей неделе он показал ряд хороших результатов: на девятнадцатом этапе с финишем на Альп-д'Юэз он стал шестым, а спустя день замкнул тройку сильнейших у гонке с раздельным стартом, уступив только будущему чемпиону мира Тони Мартину и победителю Тура Каделу Эвансу. Осенью Де Гендт принял участие в чемпионате мира, но в разделке показал только 50-е время, уступив более 6 минут победителю.
В начале 2012 года Де Гедт вновь выиграл этап на Париж - Ницца, а в мае впервые принял старт на Джиро д'Италия. До 19-го этапа бельгиец уверенно держался на границе десятки лучших, а на двадцатом этапе предпринял сольную атаку на подъёме Стельвио. Он начал стремительно отрываться на горе и имел шансы даже на перехват лидерства, но группа добавила и сократила отставание. Тем не менее это была одна из самых красивы побед на Джиро д'Италия. Помимо первой победы на этапе супермногодневки Де Гендт переместился на четвёртое место в общем зачете, а на последней разделке он обошёл итальянца Микеле Скарпони и занял итоговое третье место в общем зачёте. Пропустив французский Тур, из-за то-что он намеревался сыграть свадьбу в день открытия Тура бельгиец принял старт на Вуэльте. На испанской гонке бельгиец не ставил целью борьбу за высокое место в общем зачёте, а предпочёл сконцентрироваться на борьбе за отдельные этапы. Несколько раз Де Гендт уходил в отрыв, но добиться победы ему не удалось. Ближе всего к ней он подошёл на 16-м, этапе, который завершался тяжёлым подъёмом Вальгранде-Пахарес. На этом этапе он проиграл 7 секунд только своему товарищу по раннему отрыву Дарио Катальдо. Этот этап был сверхтяжелым, на финише у обоих почти не оставалось сил, но Катальдо вырвал победу, однако и Де Гендт заслуживал почета на том этапе.

## Достижения
2006
Тур Тюрингии
1-й  Горная классификация
1-й  Спринтерская классификация
2007
1-й — Этап 4 Тур Тюрингии
2008
1-й Гран-при Варегема
1-й  Триптик де Мон э Шато
1-й — Этап 1
1-й — Этап 5 Вуэльта Наварры
1-й — Этап 1 Тур Тюрингии
3-й Кольцо Валлонии
2009
Тур Британии
1-й  Горная классификация
1-й  Спринтерская классификация
1-й  Горная классификация Тур Баварии
1-й Велотрофей Йонга Мар Мудига
1-й — Этап 4 Тур Валлонии
2010
Кольцо Лотарингии
1-й  Горная классификация
1-й  Спринтерская классификация
1-й  Спринтерская классификация Волта Алгарви
1-й  Горная классификация Этуаль де Бессеж
2-й Брабантсе Пейл
3-й Стер Электротур
2011
1-й — Этап 1 Париж — Ницца
1-й — Этап 7 Тур Швейцарии
2-й Кольцо Лотарингии
1-й — Этап 3
2012
1-й — Этап 7 Париж — Ницца
3-й Джиро д'Италия
1-й — Этап 20
2013
1-й — Этап 7 Вуэльта Каталонии
2015
1-й  Горная классификация Париж — Ницца
2016
Вуэльта Каталонии
1-й  Горная классификация
1-й  Спринтерская классификация
1-й — Этап 4
1-й — Этап 12 Тур де Франс
2017
1-й  Горная классификация Тур Даун Андер
1-й — Этап 19 Вуэльта Испании
1-й — Этап 1 Критериум Дофине
2018
Тур Романдии
1-й  Очковая классификация
1-й  Горная классификация
1-й — Этап 2
1-й  Горная классификация Вуэльта Испании
1-й  Горная классификация Париж — Ницца
1-й — Этап 1 Вуэльта Каталонии
2-й Чемпионат Бельгии в индивидуальной гонке
2019
Вуэльта Каталонии
1-й  Горная классификация
1-й — Этап 1
1-й  Горная классификация Париж — Ницца
1-й — Этап 8 Тур де Франс
2021
1-й — Этап 7 Вуэльта Каталонии

## Статистика выступлений

### Гран-туры
| Гонка           | 2011 | 2012 | 2013 | 2014 | 2015 | 2016 | 2017 | 2018 | 2019 |
| --------------- | ---- | ---- | ---- | ---- | ---- | ---- | ---- | ---- | ---- |
| Джиро д'Италия  | —    | 3    | —    | 65   | —    | —    | —    | —    | 51   |
| Тур де Франс    | 62   | —    | 96   | —    | 67   | 40   | 51   | 65   |      |
| Вуэльта Испании | —    | 62   | НФ   | —    | НФ   | 65   | 57   | 67   |      |

| —  | Не участвовал  |
| НФ | Не финишировал |

## Личная жизнь
Отец Томаса Де Гендта — Андре Де Гендт, мать — Розина Ван Гутем. 30 июня 2012 бельгиец женился на давней подруге Эвелин, а 5 февраля 2014 у них родился сын Тимо.